# Tetonia
La ville de Tetonia est située dans le comté de Teton, dans l’État de l’Idaho, aux États-Unis. Sa population s’élevait à 269 habitants lors du recensement de 2010, estimée à 280 habitants en 2016.

## Source
- (en) Cet article est partiellement ou en totalité issu de l’article de Wikipédia en anglais intitulé « Tetonia, Idaho » (voir la liste des auteurs).